# Polnische Fußballnationalmannschaft/Olympische Spiele
Die polnische Nationalmannschaft hatte ihr Debüt auf der olympischen Bühne bei den Spielen im Jahr 1924. Nebst einem zweiten Platz bei den Spielen 1976 und 1992 gehört der Olympiasieg bei dem Turnier der Spiele 1972 zum größten Erfolg der Mannschaft. Letztmals nahm eine polnische Mannschaft ebenfalls bei den Spielen 1992 teil.

## Ergebnisse bei den Olympischen Spielen

### 1924
Die erste Teilnahme fand bei den Spielen im Jahr 1924 statt, nachdem im Jahr zuvor der nationale Verband in die FIFA aufgenommen wurde. Bereits in der Vorrunde unterlag man hier jedoch dem Königreich Ungarn mit 0:5.

### 1936
Nachdem man bei den Spielen im Jahr 1928 nicht teilgenommen hatte und es kein Fußballturnier bei der Austragung im Jahr 1932 gab, folgte die nächste Teilnahme der Mannschaft erst bei den Spielen in Berlin. Diesmal traf man auch wieder im ersten Spiel, diesmal im Achtelfinale, auf die ungarische Mannschaft, besiegte diese jedoch nun mit 3:0. Darauffolgend gelang anschließend auch ein 5:4-Sieg über Großbritannien. Erst im Halbfinale scheiterte das Team mit 1:3 an Österreich.

### 1952
Nachdem die Mannschaft vor der Austragung der Spiele im Jahr 1948 vom Verband zurückgezogen wurde, folgte die erste Teilnahme nach dem Ende des Zweiten Weltkriegs erst bei den Spielen im Jahr 1952 in Helsinki. Hier ging es in der Vorrunde gleich gegen Frankreich, gegen welche man jedoch mit 2:1 obsiegen konnte. Darauf folgte als Gegner im Achtelfinale schließlich Dänemark, welche aber eine Nummer zu groß und so endete die Partie mit einer 0:2-Niederlage von Polen.

### 1960
Ab der Austragung im Jahr 1956 mussten sich die Mannschaften erstmals qualifizieren, an dieser nahm die Mannschaft aber gar nicht erst Teil und so folgten erst im Vorfeld der Spiele 1960 erste Qualifikationsspiele. Hier spielte man in einer Gruppe mit Deutschland und Finnland, gegen welche man am Ende alle Spiele gewinnen konnte. So qualifizierte man sich nun auch für das Turnier bei den Spielen.
In seiner Gruppe bekam es die Auswahl mit Dänemark, Argentinien und Tunesien zu tun. Am Ende gelang hier zumindest ein dritter Platz noch vor Tunesien, welche gleich im ersten Spiel mit 6:1 geschlagen werden konnten.

### 1964 bis 1968
Die Qualifikation für die Spiele 1964 wurde von einer Reihe von Nichtantritten und Disqualifikationen begleitet. So auch bei Polen, welche durch ein Freilos die 1. Runde überspringen konnten und am Ende Italien mit 0:3 und 0:1 in der 2. Runde unterlagen. Später wurde jedoch Italien disqualifiziert, weil sich herausstellte, dass diese Profispieler eingesetzt hatten. Den Startplatz von diesen einzunehmen, schlug Polen jedoch aus und blieb dieser Platz in der Gruppe beim finalen Turnier leer.
Auch bei der Qualifikation für die Austragung der Spiele im Jahr 1968 konnte man sich wieder nicht qualifizieren und scheiterte in der ersten Runde an der Sowjetunion.

### 1972
In einer Qualifikationsgruppe mit Bulgarien und Spanien gelangen dem polnischen Team am Ende 8:2 Punkte und so gelang diesmal die Qualifikation für das Fußballturnier der Spiele im Jahr 1972 in München.
Hier ging es in er Gruppe nun gegen die DDR, Kolumbien und Ghana. Am Ende gelang, gegen jede Mannschaft hier, ein teilweise deutlicher Sieg und damit dann auch der Einzug in die Zwischenrunde. Im ersten Spiel hier gelang der Auswahl aber nur ein 1:1 gegen Dänemark. Bei den beiden darauffolgenden Partien gegen die Sowjetunion und Marokko ein Sieg erzielt werden. Damit reichten auch 5:1 Punkte für den ersten Platz und damit die Teilnahme am Finalspiel. Hier ging es wieder einmal gegen Ungarn und nachdem diese zur Halbzeit noch mit einem Tor geführt hatten, glich das polnische Team kurz nach Wiederanpfiff aus und gewann am Ende das Spiel mit 2:1, womit man so erstmalig Olympiasieger wurde.

### 1976
Für die Spiele im Jahr 1976 war die Mannschaft als Titelverteidiger automatisch gesetzt, womit sie als einzige die Qualifikation überspringen konnten. In der Gruppenphase bekam man es beim Turnier dann mit dem Iran und Kuba zu tun. Die Mannschaft von Ghana hatte sich vor dem Turnierbeginn schon zurückgezogen. Nach einem 0:0 im ersten Spiel gegen Kuba reichte dem Team somit ein 3:2-Sieg über den Iran im zweiten Spiel, um den ersten Platz in der Gruppe klarzumachen. Als Gegner im Viertelfinale bekam man es nun mit Nordkorea zu tun, welche mit 5:0 deutlich besiegt werden konnten. Auch gegen Brasilien gelang im Halbfinale schließlich ein 2:0-Sieg, womit es im Finale nun gegen die DDR ging. Nachdem es bereits zur Halbzeit 0:2 stand, reichte auch das zwischenzeitliche Tor zum 1:2 von Grzegorz Lato nicht mehr, um das Spiel noch zu gewinnen. Schlussendlich endete die Partie mit 1:3 und Polen erlangte die Silbermedaille.

### 1980 bis 1988
Für die Spiele im Jahr 1980 musste man sich nun wieder qualifizieren und dies führte schlussendlich in einer Gruppe mit der Tschechoslowakei und Ungarn zu einem letzten Gruppenplatz. Die Spiele im Jahr 1984 boykottierte die Mannschaft mitsamt einigen anderen dann gänzlich und für die Spiele im Jahr 1988 konnte man sich nicht qualifizieren. Dort ging es in einer Gruppe mit der Bundesrepublik Deutschland, Dänemark, Rumänien und Griechenland mit am Ende 10 Punkten nur auf den dritten Platz.

### 1992
Ab den Spielen 1992 erfolgte die Qualifikation der europäischen Teilnehmer auf Basis der Platzierung der U-21 bei deren jüngst zurückliegender Europameisterschaft. Bei dieser gelang der Mannschaft bislang seit 1984 immer sehr konstant der Einzug ins Viertelfinale. So auch bei der Ausgabe im Jahr 1992, wo die Mannschaft jedoch mit 1:6 Dänemark unterlag. Da unter den vier Gewinnern der Viertelfinalspiele Schottland war und diese nicht einzeln an den Olympischen Spielen teilnehmen, wurde dann doch die polnische Mannschaft als bester Verlierer aus den Partien als vierter Teilnehmer aus Europa bestimmt.
Beim Turnier der Spiele selbst wurde man nun in eine Gruppe mit Italien, den Vereinigten Staaten und Kuwait gelost. Nach dem Ende der Gruppenphase hatte man einzig durch ein 2:2 im letzten Spiel gegen die Vereinigten Staaten noch Punkte gelassen. Aus den beiden anderen Partien ging man siegreich als Gruppensieger hervor. Im Viertelfinale traf man dort nun auf Katar, welche mit 2:0 besiegt werden konnten. Das Halbfinale gegen Australien war mit einem 6:1-Sieg dann auch recht deutlich für Polen ausgegangen und so ging es zum dritten Mal in der olympischen Geschichte in ein Finalspiel. Gegen Turniergastgeber Spanien gelang dann auch kurz vor dem Ende der Halbzeit das 1:0, nur damit die gegnerische Mannschaft das Spiel bis zur 70. Minute dann wieder drehte. Zwar gelang es kurz darauf nochmal auszugleichen, jedoch entschied Spanien mit dem 2:3-Siegtreffer in der 90. Minute die Partie für sich. Damit reichte es wieder nur für die Silber-Medaille.

### Seit 1994
Seit der letzten Teilnahme gelang es der U-21 erst bei der Europameisterschaft 2017 wieder sich zumindest für die Endrunde zu qualifizieren. Seitdem kam man aber auch maximal in die Vorrunde. Somit nahm bislang auch keine polnische Auswahl mehr an einem Turnier der Olympischen Spiele teil.